# Anthrax larrea
Anthrax larrea är en tvåvingeart som beskrevs av Marston 1963. Anthrax larrea ingår i släktet Anthrax och familjen svävflugor. Inga underarter finns listade i Catalogue of Life.